# Joachim Hall (Schauspieler)
Joachim Hall, auch Achim Hall, (* 4. August 1941 in Braunschweig) ist ein deutscher Schauspieler, Regisseur, Sprecher und TV-Puppenspieler.

## Leben
Nach dem Abitur am Braunschweiger Martino-Katharineum studierte Hall in Tübingen und München Kunstgeschichte, Philosophie, Pädagogik und Theaterwissenschaften. Nach einer weiteren Ausbildung als Schauspieler und TV-Puppenspieler arbeitete er an Off-, Privat- und Stadttheaterbühnen in Tübingen, München, Düsseldorf, Hamburg und Esslingen. 
Zusammen mit anderen lokalen Künstlern gründete er 1969 in München das Off-Theater TIK (Theater in der Kreide) und wirkte dort über zehn Jahre als Geschäftsführer, Dramaturg, Regisseur und Darsteller. In dieser Zeit entstanden dort neben  Uraufführungen der Stücke Gert Heidenreichs auch  Klassiker-Neufassungen im Stil Ariane Mnouchkines sowie eine Inszenierung der Dreigroschenoper von Bertolt Brecht (mit Achim Hall in der Rolle des Macheath), die über 200 Aufführungen in München und in Kooperation mit dem Goethe-Institut im Ausland erreichte.
Als Fernsehschauspieler, künstlerischer Sprecher und TV-Puppenspieler folgte er fortan Engagements an deutschen Fernseh- und Hörfunkanstalten. Als Puppenspieler gestaltete er die  Figuren der Kindersendungen des NDR Spencer (Titelfigur in Hallo Spencer) und Rumpel (Oscar-Verwandter in der Sesamstraße). 2007 lieh er seine Stimme Astrid Lindgrens Titelfigur Tomte Tummetott in der Trickverfilmung der Hamburger Produktionsfirma TRIKK17 (Grimme-Preis 2008).  
2009 folgte er einem Tournee-Engagement des Eurostudios Landgraf für die unter der Regie von Katja Wolff inszenierten Bühnenfassung des Films Die Ehe der Maria Braun von Rainer Werner Fassbinder. Im Mai desselben Jahres war er in der Jury des Jugendmedienfestival Berlin vertreten.
2024 war Hall in Hallo Spencer – Der Film in der Rolle des Wolf Bosch zu sehen. Außerdem sprach er erneut die Rolle des Spencer.

## Hörspiele
- 2005: Lloyd Alexander: Taran und der Zauberspiegel (Morda) – Regie: Robert Schoen (Kinderhörspiel – SWR)

## Hörfunk-Features / -Dokumentationen (Auswahl)
- 2010: Eher regnet es Tinte – Der Mordfall Hagedorn und ein verbotener Film – Autor: Thomas Gaevert – SWR2-Feature, 55 Min.
- 2012: Lange Schatten – DDR-Grenzer, der „Mordfall Runge“ und ein Prozess – Autor: Thomas Gaevert – SWR2-Feature, 55 Min.